# Низхідна ободова кишка
Низхідна ободова кишка (лат. colon descendens) — ділянка ободової кишки ссавців, що знаходиться між поперечною ободовою кишкою та сигмоподібною ободовою кишкою.

## У людини

### Топографія
Зазвичай має довжину від 12 до 15 см. Починається від лівого згину ободової кишки, спрямована згори до низу тіла, закінчується у лівій клубовій ямці, де переходить у сигмоподібну кишку. Передня та ліва поверхні кишки прилягають до черевної стінки. До задньої поверхні прилягає нижня поверхня лівої нирки, квадратний м'яз попереку, внизу — клубовий м'яз.
Кровопостачання здійснює ліва обоводокишкова артерія — гілка нижньої брижової артерії.

### Гістологія
Стінка кишки складається з 4 шарів:
- слизова оболонка, вкрита одношаровим стовпчатим епітелієм з великою кількістю келихоподібних клітин
- підслизова оболонка, представлена пухкою сполучною тканиною
- м'язова оболонка
- зовнішня серозна оболонка (очеревина), лише спереду й з боків.[3]

### Іннервація
У стінці кишки наявне кишкове нервове сплетення, утворене чутливими та парасиматичними волокнами блукаючих нервів і симпатичними післявузловими закінченнями брижових сплетень. Парасимпатичні закінчення стимулюють м'язову активність стінки низхідної ободової кишки, посилюють перистальтику, активують виділення слизу. Натомість симпатичні волокна пригнічують перистальтику та слизовиділення, а також викликають звуження навколишніх кровоносних судин.

### Вікові зміни
Низхідна ободова кишка невелика в новонароджених, за перший рік виростає удвічі. Найдовша вона в людей похилого віку.